# SF9
SF9 (tiếng Hàn: 에스에프나인; viết tắt của Sensational Feeling 9) là một nhóm nhạc nam Hàn Quốc quản lý bởi FNC Entertainment – nơi cho ra lò 2 nhóm nam thành công là CN BLUE và FT Island.
SF9 gồm 9 thành viên, được FNC đào tạo dưới hệ thống mới Neo School với thế mạnh là vũ đạo. Mỗi thành viên của SF9 đều sở hữu những tài năng khác nhau từ hát, chơi nhạc cụ đến vũ đạo.Các thành viên thuộc Dance team đã giành chiến thắng trong show sống còn "Dance or Band" do công ty hợp tác với đài Mnet tổ chức.
SF9 debut ngày 5/10/2016.

## Lịch sử

### 2016–nay:Feeling SensationvàBurning Sensation
Ngày 5/10/2016, SF9 chính thức trình làng với mini album đầu tiên mang tên Feeling Sensation. Đĩa nhạc gồm 3 ca khúc Fanfare, K.O và Together. Trong đó bài hát chủ đề Fanfare là sự kết hợp giữa trap, hip hop, electronica với giai điệu khá bắt tai và nhịp điệu mạnh dồn dập. K.O là ca khúc để nhóm thể hiện vũ đạo hấp dẫn. Còn Together là bản nhạc medium tempo kể về hy vọng được ở bên người mình yêu của một chàng trai.
Vào ngày 23, các chàng trai SF9 của công ty giải trí FNC sẽ tổ chức một liveshow trên đài Naver của V Live, và khi đồng hồ báo đúng vào lúc nửa đêm theo giờ hàn quốc thì họ công bố sự trở lại sắp tới cho người hâm mộ càng thêm phấn khích. Đồng thời, một teaser poster của nhóm được phát hành thông qua tài khoản Twitter đã đánh dấu sự trở lại của nhóm.
Ngày 05/02/2017, SF9 phát hành Mv "Roar".
Theo như các poster được chia sẻ thì SF9 sẽ phát hành mini album đầu tay của họ được mang tên "Burning Sensation" dự kiến sẽ ra mắt vào ngày 06/02 và xuất hiện song song cùng với bài hát chủ đề "Roar".
Vào ngày 31/7/2018, SF9 đã phát hành mini album thứ năm của nhóm mang tên "Sensuous", cùng với video âm nhạc cho ca khúc chủ đề "Now Or Never".
Thông báo cho lần comeback này của SF9 được tung ra vào ngày 21/07/2018 trên Twitter/Instagram/Website của FNC với concept xé giấy.Sau đó đến teaser cá nhân của các thành viên, bắt đầu tung ra từ 22/07/2018 cho đến ngày 30/07/2018, với concept xé giấy trắng đen/màu sắc.
Ngày 31/10/2018, SF9 đã phát hành single tiếng Nhật thứ tư "Now or Never". Đây là phiên bản tiếng Nhật của ca khúc chủ đề "Now or Never" nằm trong mini album vol.5 "Sensuous" được phát hành tại Hàn Quốc hồi tháng 7. Ca khúc b-side "Photograph" và ca khúc "Different" cùng phiên bản tiếng Nhật của "Different" đều được phát hành theo dạng single. SF9 cũng đã tổ chức sự kiện nhân dịp phát hành single mới vào ngày 2/11/2018 tại Gifu, ngày 3/11/2018 tại Tokyo và ngày 4/11/2018 tại Osaka. Single mới lần này là phiên bản tiếng Nhật của "Now or Never" - ca khúc đã nhận được sự hưởng ứng nồng nhiệt của người yêu nhạc trong nước nhờ concept sexy đậm xúc cảm với màn vũ đạo được cải tiến một cách mới mẻ, các fan Nhật Bản cũng đã dành cho SF9 sự ủng hộ cuồng nhiệt kể từ cả trước khi chính thức phát hành. Theo trang tổng hợp lượng bán đĩa hàng đầu Nhật Bản Oricon, single mới "Now Or Never" của SF9 đã duy trì vị trí thứ ba trong suốt ba ngày sau khi mở bán. Thậm chí vào ngày thứ tư, nhóm còn bất ngờ leo lên vị trí thứ hai. Trong các sự kiện bắt tay, chụp ảnh với các fan, SF9 đã nhận được sự quan tâm nồng nhiệt với hơn 10.000 fan đến tham dự từ trước cả khi sự kiện bắt đầu.
SF9 là một nhóm nhạc nam chăm chỉ trong các hoạt động âm nhạc, thường xuyên phát hành album. Trong năm 2017 và 2018, SF9 sở hữu 5 album là Burning Sensation, Breaking Sensation, Knights of the Sun, Mamma Mia! và Sensuous.
Vào lúc 18 giờ 20 tháng 2 năm 2019, nhóm nhạc nam SF9 đến từ FNC Entertainment đã trở lại với mini album thứ 6 "Narcissus" và MV ca khúc chủ đề "Enough". "Enough" là một bước ngoặt quan trọng trong sự nghiệp của SF9. Sau hơn 2 năm ra mắt (từ tháng 10 năm 2016), boygroup đến từ FNC Entertainment mới được trải qua cảm giác lần đầu tiên đặt chân vào top 100 trên trang web nhạc số phổ biến nhất Hàn Quốc – Melon. Chỉ tròn 1 tiếng sau khi phát hành, "Enough" debut ở vị trí thứ 81 trên Melon, thứ 41 trên Naver và thứ 24 trên Bugs. Hiện tại, dù "Enough" đã rơi khỏi top 100 Melon nhưng đây vẫn là dấu hiệu đáng phấn khởi cho thấy cái tên SF9 đang ngày càng đến gần hơn với khán giả Hàn Quốc.
| Nghệ danh | Nghệ danh | Nghệ danh | Tên khai sinh  | Tên khai sinh | Tên khai sinh | Tên khai sinh   | Ngày sinh         | Nơi sinh                           |
| Latinh    | Hangul    | Hanja     | Latinh         | Hangul        | Hanja         | Hán Việt        | Ngày sinh         | Nơi sinh                           |
| --------- | --------- | --------- | -------------- | ------------- | ------------- | --------------- | ----------------- | ---------------------------------- |
| Inseong   | 인성      | 仁誠      | Kim In Seong   | 김인성        | 金仁性        | Kim Nhân Thành  | 12 tháng 7, 1993  | Seoul, Hàn Quốc                    |
| Youngbin  | 영빈      | 永斌      | Kim Young Bin  | 김영빈        | 金永斌        | Kim Vinh Bân    | 23 tháng 11, 1993 | Anyang, Gyeonggi, Hàn Quốc         |
| Jaeyoon   | 재윤      | 在允      | Lee Jae Yoon   | 이재윤        | 李在允        | Lý Thế Doãn     | 9 tháng 8, 1994   | Busan, Hàn Quốc                    |
| Dawon     | 다원      | 達淵      | Lee Sang Hyuk  | 이상혁        | 李相赫        | Lý Tương Hách   | 24 tháng 7, 1995  | Gyeonggi, Goyang, Hàn Quốc         |
| Zuho      | 주호      | 朱豪      | Baek Ju Ho     | 백주호        | 白朱鎬        | Bạch Châu Hạo   | 4 tháng 7, 1996   | Seoul, Hàn Quốc                    |
| Rowoon    | 로운      | 路雲      | Kim Seok Woo   | 김석우        | 金錫祐        | Kim Tích Hữu    | 7 tháng 8, 1996   | Seoul, Hàn Quốc                    |
| Taeyang   | 태양      | 太陽      | Yoo Tae Yang   | 유태양        | 柳太陽        | Liễu Thái Dương | 28 tháng 2, 1997  | Seoul, Hàn Quốc                    |
| Hwiyoung  | 휘영      | 輝映      | Kim Young Kyun | 김영균        | 金泳均        | Kim Vinh Quân   | 11 tháng 5, 1999  | Jecheon, Chungcheong Bắc, Hàn Quốc |
| Chani     | 찬희      | 澯熙      | Kang Chan Hee  | 강찬희        | 姜澯熙        | Khương Xán Hi   | 17 tháng 1, 2000  | Daejoon, Hàn Quốc                  |

## Danh sách đĩa nhạc

### FULL-ALBUM
| STT | Album            | Thông tin |
| 1   | FIRST COLLECTION | - Ngày phát hành: 07/01/2020 - Hãng đĩa: FNC Entertainment, Kakao M - Định dạng: CD, tải về Danh sách bài hát 1. Good Guy (Title) 2. 나만 그래 (Am I The Only One) 3. Shh 4. 룰루랄라 (Lullu Lalla) 5. One Love 6. 널 꽉 잡은 손만큼 (Like The Hands Held Tight) 7. 타 (Fire) 8. 더 잔인하게 (Stop It Now) 9. 춤을 출 거야 (Dance With Us) 10. Beautiful Light |
| --- | ---------------- | --- |

### Mini-album
| STT | Album              | Thông tin | Thứ hạng cao nhất | Thứ hạng cao nhất | Thứ hạng cao nhất | Doanh số  |
| STT | Album              | Thông tin | HQ                | NB                | Mỹ World          | Doanh số  |
| --- | ------------------ | --- | ----------------- | ----------------- | ----------------- | --------- |
| 1   | Burning Sensation  | - Ngày phát hành: 6 tháng 2 năm 2017 - Hãng đĩa: FNC Entertainment, LOEN Entertainment - Định dạng: CD, tải về Danh sách bài hát 1. 青春; Tell Me What It Is 2. 부르릉 (ROAR) 3. 여전히 예뻐 (Still My Lady) 4. Shut Up N' Lemme Go 5. 4 Step 6. Jungle Game                | 3                 | 92                | 6                 | - NB: 558 |
| 2   | Breaking Sensation | - Ngày phát hành: 18 tháng 4 năm 2017 - Hãng đĩa: FNC Entertainment, LOEN Entertainment - Định dạng: CD, tải về Danh sách bài hát 1. Intro; 이별 즈음에 2. 쉽다 (Easy Love) 3. Watch Out 4. 머리카락 보일라 (Hide and Seek) 5. 이러다가 울겠어 (Fall Down) 6. 왜 이래 (Why) |                   |                   |                   |           |
| 3   | Knights of the Sun | - Ngày phát hành: 12/10/2017 - Hãng đĩa: FNC Entertainment, LOEN Entertainment - Định dạng: CD, tải về Danh sách bài hát 1. Intro: 詩；00:00 2. 오솔레미오 (O Sole Mio) 3. 나랑 놀자 (Let's Hang Out) 4. 빈칸 (Blank.) 5. 불호령 (Scold) 6. 웬 감성팔이야 (Just On My Way)  |                   |                   |                   |           |
| 4   | Mamma Mia!         | - Ngày phát hành: 26/02/2018 - Hãng đĩa: FNC Entertainment, LOEN Entertainment - Định dạng: CD, tải về Danh sách bài hát 1. MAMMA MIA! 2. Never Say Good bye 3. 시간을 거꾸로 4. Be my Baby 5. Midnight Road 6. Dear Fantasy                                                |                   |                   |                   |           |
| 5   | Sensuous           | - Ngày phát hành: 31 tháng 7 năm 2018 - Hãng đĩa: FNC Entertainment, LOEN Entertainment - Định dạng: CD, tải về Danh sách bài hát 1. 질렀어(Now or Never) 2. 달라 3. Unlimited 4. PHOTOGRAPH 5. SHADOW                                                                      |                   |                   |                   |           |
| 6   | NARCISSUS          | - Ngày phát hành: 20/02/2019 - Hãng đĩa: FNC Entertainment, Kakao M - Định dạng: CD, tải về TRACK LIST 1. 예뻐지지 마 (Enough) 2. 화끈하게 3. 하필 4. Life Is So Beautiful 5. Fall In Love 6. 무중력                                                                        |                   |                   |                   |           |
| 7   | RPM                | - Ngày phát hành: 17/06/2019 - Hãng đĩa: FNC Entertainment, Kakao M - Định dạng: CD, tải về TRACK LIST 1. RPM 2. 돌고 돌아 (Round And Round) 3. Dreamer 4. Liar 5. See U Tomorrow 6. Echo                                                                                   |                   |                   |                   |           |

### Album đĩa đơn
| Album             | Thông tin | Thứ hạng cao nhất | Doanh số     |
| Album             | Thông tin | HQ                | Doanh số     |
| ----------------- | --- | ----------------- | ------------ |
| Feeling Sensation | - Ngày phát hành: 5 tháng 10 năm 2016 - Hãng đĩa: FNC Entertainment, LOEN Entertainment - Định dạng: CD, tải về | 6                 | - HQ: 32.322 |

### Đĩa đơn
| Bài hát        | Năm  | Thứ hạng cao nhất | Album                         |
| Bài hát        | Năm  | HQ                | Album                         |
| -------------- | ---- | ----------------- | ----------------------------- |
| "Fanfare"      | 2016 | 78                | Feeling Sensation             |
| "So Beautiful" | 2016 | —                 | Đĩa đơn không nằm trong album |
| "Roar"         | 2017 | TBA               | Burning Sensation             |

## Truyền hình

### Truyền hình thực tế
| Năm  | Chương trình     | Thành viên | Kênh                      | Ghi chú                                                                                          |
| ---- | ---------------- | ---------- | ------------------------- | ------------------------------------------------------------------------------------------------ |
| 2016 | Click Your Heart | Tất cả     | MBC Every 1 Naver TV Cast | Main: Rowoon, Dawon, Zuho & Chani Supporting cast: Youngbin, Inseong, Jaeyoon, Taeyang, Hwiyoung |
| 2016 | Signal           | Chani      | tvN                       | Park Sun-woo                                                                                     |

### Truyền hình giải trí
| Năm       | Chương trình                      | Kênh    | Thành viên                       | Ghi chú                                |
| --------- | --------------------------------- | ------- | -------------------------------- | -------------------------------------- |
| 2013      | Cheongdam-dong 111                | tvN     | Rowoon, Zuho                     | Khi còn là thực tập sinh               |
| 2016      | d.o.b (Dance or Band)             | Mnet    | Tất cả                           | Chương trình sống còn                  |
| 2016      | Spectacle Fantasy 9               | Naver   | Tất cả                           | Graduation Trip (6 tập)                |
| 2016      | Special Food 9                    | Naver   | Tất cả                           | 6 tập                                  |
| 2016      | After School Club                 | Arirang | Tất cả                           | Tập 237                                |
| 2016      | Lipstick Prince                   | OnStyle | Rowoon                           | Thành viên chính thức                  |
| 2016      | Pops in Seoul                     | Arirang | Tất cả                           |                                        |
| 2016      | Video Star                        | MBC     | Rowoon                           | Khách mời                              |
| 2016      | Game Show                         | SBS     | Dawon                            | MC                                     |
| 2016      | Laundry Day                       | OnStyle | Rowoon                           | Tập 11                                 |
| 2017      | Lipstick Prince                   | OnStyle | Rowoon                           | Thành viên chính thức                  |
| 2017      | Game Show                         | SBS     | Dawon                            | MC                                     |
| 2017      | Hyoyeon's 10 Million Likes        | OnStyle | Rowoon                           | Tập 6                                  |
| 2017      | Idol Star Athletics Championships | MBC     | Youngbin, Dawon, Hwiyoung, Chani | Đại hội Thể thao Idol 2017             |
| 2017      | Weekly Idol                       | MBC     | Tất cả                           | Tập 302                                |
| 2019      | Idol Room                         | JTBC    | Tất cả                           | Tập 40                                 |
| 2019      | Weekly Idol                       | MBC     | Tất cả                           | Tập 398                                |
| 2019-2021 | Show! Music Core                  | MBC     | Chani                            | MC chính thức (16/02/2019- 17/07/2021) |
| 2020      | Idol Room                         | JTBC    | Tất cả                           | Tập 82                                 |
| 2020      | Knowing Bros                      | JTBC    | Rowoon, Chani                    | Tập 212                                |
| 2020      | Inkigayo                          | SBS     | Chani                            | MC đăc biệt (30/08)                    |
| 2020      | Show! Music Core                  | MBC     | Zuho                             | MC đặc biệt tập 700 (07/11)            |
| 2021      | Kingdom: Legendary War            | Mnet    | Tất cả                           | Chương trình sống còn                  |

## Giải thưởng và đề cử

### Chương trình âm nhạc

#### The Show
| Năm  | Ngày       | Bài hát         | Điểm |
| ---- | ---------- | --------------- | ---- |
| 2020 | 14 tháng 7 | "Summer Breeze" | 8830 |

#### M Countdown
| Năm  | Ngày       | Bài hát    | Điểm  |
| ---- | ---------- | ---------- | ----- |
| 2020 | 16 tháng 1 | "Good Guy" | 9798  |
| 2020 | 30 tháng 1 | "Good Guy" | 10031 |

#### Music Bank
| Năm  | Ngày       | Bài hát    | Điểm |
| ---- | ---------- | ---------- | ---- |
| 2020 | 17 tháng 1 | "Good Guy" | 5185 |
| 2021 | 3 tháng 12 | "Trauma"   | 4971 |

## Fanmeeting-Concert-Tour
- 2017 SF9 Be My Fantasy
- 2018 SF9 Be My Fantasy
- 2018 SF9 Fan-Con the Second Story
- 2018 SF9 Latin America Fan Meeting Tour
- 2018 SF9 Fan Meeting
- 2018 SF9 Live Fantasy #1 [dreamer]
- 2019 Usa•Europe Live Tour [Unlimited]
- 2019 SF9 / O2 Shepherds Bush Empire
- 2019 롯데호텔 SF9 팬미팅 in Seoul Love ME AGAIN
- 2019 SF9 Live Fantasy #2 Unixerse
- 2022 SF9 Live Fantasy #3 IMPERFECT
- 2022 SF9 Live Fantasy #4 DELIGHT
- 2023 SF9 FANCON One Day Project OF9